# 841 Arabella
841 Arabella este un asteroid din centura principală, descoperit pe 1 octombrie 1916, de Max Wolf.